# Daniele Bonomo
Daniele Bonomo in arte Gud (Roma, agosto 1976) è un disegnatore e fumettista italiano.

## Biografia
Si è laureato nel 2000 in Scienze Politiche e diplomato, lo stesso anno, alla Scuola Internazionale di Comics.
Dal 2001 al 2006 cura la sezione dedicata al fumetto, all'animazione e all'illustrazione della rivista mensile Next Exit.
Dal 2001 al 2017 insegna fumetto, scenografia per l'animazione e storia del fumetto presso la sede romana della Scuola Internazionale di Comics e cura laboratori di narrativa disegnata per diverse scuole (elementari, medie, licei e università) e per strutture private come il Centro italiano di Solidarietà.
Dal 2001 dirige il settimanale umoristico on line www.segnalidifumo.it. Realizza dal 2002 al 2005 vignette per la telefonia mobile per conto di ACOTEL. Nel 2003 crea l'agenzia ComicsProvider.com per fornire contenuti disegnati conto terzi.
Nel 2005 è stato responsabile comunicazione e marketing del fumetto Sara e Pol. Dal 2009 al 2011 è co-curatore con Sergio Badino della rivista semestrale Mono edita da Tunué. Da maggio 2010 a dicembre 2011 è direttore responsabile della rivista bimestrale iCOMICS edita dalla Kawama editrice. Nel 2012 insieme a Dacia Maraini ha pubblicato il graphic novel per ragazzi La notte dei giocattoli.
Per Sky Italia è stato il fumettista in diretta di MasterChef Italia.
È ideatore di ARF! Il festival del fumetto di Roma.

## Premi
- “Campionato italiano di vignette sul ring” (2003, 2005 e 2007)
- "XV edizione del Premio Libro per l’Ambiente" promosso da Legambiente e La Nuova Ecologia. Menzione speciale per il libro Gaia Blues (2014)

## Opere
- Will Eisner. Il fumetto come arte sequenziale (saggio, 2005 – Tunué).
- Il grande libro per i bambini cattivi (che diventeranno buoni) (disegni, 2007 – Newton Compton Editori).
- Gentes (storia, disegni, 2007 – Tunué).
- Heidi Mon Amour (storia, disegni, 2009 – Tunué).
- Gaia Blues (storia, disegni, 2011 – Tunué).
- La notte dei giocattoli (disegni, 2012 – Tunué) con Dacia Maraini.
- Tutti possono fare fumetti  (storia, disegni, 2013 – Tunué).
- Il meglio dell'Italia di Enrico Brignano (illustrazioni, 2014 – Rizzoli).
- Timothy Top - libro uno: verde cinghiale (storia, disegni, 2015 – Tunué).
- Timothy Top - libro due: giallo balena (storia, disegni, 2016 – Tunué).
- Stagioni, quattro storie (e mezza) per Emergency (AA.VV. disegni, 2017 – Tunué).
- Timothy Top - libro tre: rosso Plumbee (storia, disegni, 2018 – Tunué).
- Jo e i tre cappottini (storia, disegni, 2019 - Tunué).